# Bezirksgemeinde Preiļi
Die Bezirksgemeinde Preiļi (lettisch Preiļu novads) – wie alle Novadi Lettlands in rechtlichem Sinne eine Großgemeinde – liegt im Südosten Lettlands in der historischen Landschaft Lettgallen. Ihr Verwaltungssitz ist in Preiļi.
Die Bezirksgemeinde entstand im Rahmen einer Verwaltungsreform zum 1. Juli 2021 durch den Zusammenschluss des alten Bezirks Preiļi mit den Bezirken Riebiņi und Vārkava sowie der Gemeinde Aglona aus dem gleichnamigen Bezirk, sodass ihr Gebiet dem Kreis Preiļi entspricht, der bis 2009 Bestand hatte, abzüglich des Bezirks Līvāni.

## Geografie
Das Gebiet grenzt im Norden an die Bezirksgemeinde Madona, im Nordosten an die Bezirksgemeinde Rēzekne, im Südosten an die Bezirksgemeinde Krāslava, im Süden an die Bezirksgemeinde Augšdaugava, im Westen an die Bezirksgemeinde Līvāni und im Nordwesten an die Bezirksgemeinde Jēkabpils.
Wichtigster Fluss ist die Dubna im Südwesten der Bezirksgemeinde. Im Südosten liegen einige Seen mit dem Rušon-See als größten davon.

## Gliederung
Die Bezirksgemeinde umfasst die Stadt (pilsēta) Preiļi sowie 14 Gemeinden (pagasti):
| - Aglona - Aizkalne - Galēni - Pelēči - Preiļi (Land) | - Riebiņi - Rožkalni - Rušona - Sauna - Silajāņi | - Sīļukalns - Stabulnieki - Upmala - Vārkava |

## Verkehr
Durch die Bezirksgemeinde verläuft die Staatsstraße A13, die Litauen mit Daugavpils und Rēzekne Richtung Pskow in Russland verbindet und Teil der Europastraße 262 ist. Außerdem führen südwestlich die A6 (Riga–Belarus) und nördlich die Autoceļš A12 (Jēkabpils–Russland), Teil der Europastraße 22, knapp an der Bezirksgemeinde vorbei.
Parallel zu diesen Hauptstraßen verlaufen Bahnstrecken: die Petersburg-Warschauer Eisenbahn nahe der A13, die Bahnstrecke Riga–Daugavpils nahe der A6 und die Verbindung Krustpils (Jēkabpils) nach Rēzekne nahe der A12.

## Nachweise
1. ↑  Law on Administrative Territories and Populated Areas, likumi.lt, abgerufen am 21. September 2021